# 秋田音頭
秋田音頭（あきたおんど）は、秋田県の民謡。1663年（寛文3年）、久保田藩（秋田藩）主佐竹義隆に上覧した時に成立したといわれる。古くは単に『音頭』と呼ばれ、明治時代の始め頃に『秋田音頭』という名がついたと言われている。
三味線、笛、太鼓、鐘などの伴奏で滑稽な歌詞をリズミカルに並び上げるのが特徴。出だしの「ヤートセー」（「ヤートナー」とも）というかけ声以外はあまり音程がなく、七七九の韻律を基本としたリズムに乗せて台詞を述べ上げたものである。いわゆるラップや地口のようなもの。
「秋田名物八森ハタハタ…」と秋田名物を並べたものや、小野小町が秋田美人の代表であることを歌ったものなど多くの歌詞があるが、本来はおもしろおかしい事を即興で歌っていた。長らく庶民の間では時事風刺や春歌として歌い継がれていたが、他の民謡同様、レコード産業やラジオ放送コードの出現によって全国的に広まった。

## 代表的な歌詞

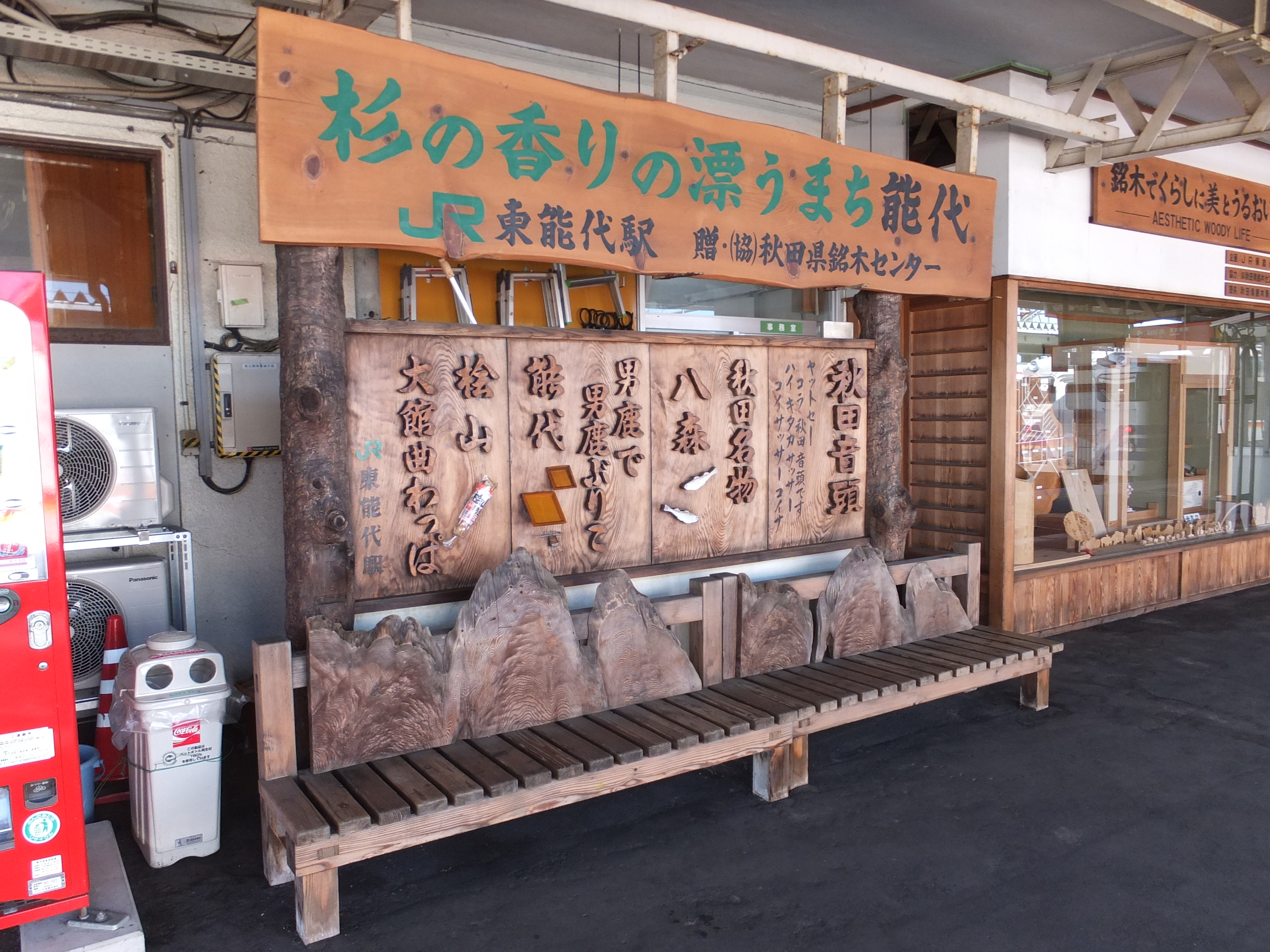
東能代駅にある秋田音頭の案内板つきベンチ

代表的なものは下記の通りであるが、本民謡の場合は滑稽な歌詞や、時勢に合わせた歌詞を自由に付けられることが多く、これと言った決まりはない。合いの手の箇所は〈〉内に表記する。
- ヤートセー コラ 秋田音頭です〈ハイ キタカサッサ コイサッサ コイナ〉

以降、歌詞の終わりの〈ハイ キタカサッサ コイサッサ コイナ〉は省略する。
- コラ いずれこれより ご免こうむり 音頭の無駄を言う〈アーソレソレ〉お気に障りも あろうけれども さっさと出しかける
- コラ 秋田名物 八森ハタハタ 男鹿（）で男鹿ぶりコ〈アーソレソレ〉能代しゅんけい 桧山納豆 大館曲げわっぱ
- コラ タンポさハタハタ 塩汁（）貝焼（）で 秋田の味がよい〈アーソレソレ〉月給が高くて 仕事が楽なら なんぼええべがな
- コラ 秋田の国では 雨が降っても 唐傘などいらぬ〈アーソレソレ〉手頃なフキの葉 さらりとさしかけ サッサと出て行かえ
- コラ 秋田の女ごは 何してきれ（い）だと 訊くだけ野暮だんす〈アーソレソレ〉小野小町の 生まれ在所を お前（）はん知らねのげ
- コラ 秋田良い所（）名物沢山 東北一番だ〈アーソレソレ〉金山木山に 花咲く公園 美人が舞い踊る
- コラ 太平山から 四方の景色を 覗いてみたなれば〈アーソレソレ〉船はたくさん 大漁万作 秋田は大繁盛
- コラ 秋田川端 日暮れに通ったば ピカピカ飛んで来た〈アーソレソレ〉蛍と思って ギッシリ掴んだっきゃ 隣のハゲ頭
- コラ 秋田名物 コの字づくしを つまんで言うならば〈アーソレソレ〉坊ッコにガッコ 笠ッコに小皿コ 酢コに醤油ッコ
- コラ 何につけても 一杯飲まねば 物事はかどらね〈アーソレソレ〉飲めば飲むほど 気持コ開けて 踊りコなど出はる
- コラ お前（）がたお前がた 踊りコ見るなら あんまり口開ぐな〈アーソレソレ〉今だばええども 春先などだば 雀コ巣コ（）かける
- コラ 時勢はどうでも 世間は何でも 踊りッコ躍らっせ〈アーソレソレ〉日本開闢 天の岩戸も 踊りで夜が明けた
- コラ 汽車も速いし 電車も速い 電信なお速い〈アーソレソレ〉何でもかんでも 速いどこいったば 足袋穿いで足洗った
- コラ 巡査が来たたて 消防署来たたて ちっともおっかねぐね〈アーソレソレ〉えーごどしねだて 悪いごどさねば でっきりおっかなぐね
- コラ オラ家（、我が家の意）の婆さま（）と 隣の婆さま 青森見物に〈アーソレソレ〉目腐れ眼（）で 函館見つけて アメリカあこだべげ

## 踊り
秋田市土崎港で毎年7月20日・21日に行われる「みなと祭り」（土崎神明社祭の曳山行事）では、しばしば曳山の運行を止めて踊り（演芸）の披露が行われるが、その中でも、どの町内の曳山でも踊られるスタンダードナンバーが秋田音頭である。
もともと、柔術の型を踊りに取り入れた振り付けであったと言われる。
また能代市で毎年9月に行われるおなごりフェスティバルの中ではダンス教室による『秋田おなごり音頭』が披露されるが、これは秋田音頭を現代風にアレンジしてダンスを振り付けしたものである。

## その他
- ザ・ドリフターズの『のってる音頭』（1969年、作詞：なかにし礼）はこの秋田音頭が元となっている。
  1. 「いずれこれより ご免こうむり音頭の無駄を言う、お気に障りもあろうけれどもさっさと出しかける」の部分はほぼ原詞どおりであり、「秋田の女ごは何してきれだと訊くだけ野暮だんす、小野小町の生まれ在所をお前はん知らねのげ」と「汽車も速いし電車も速い電信なお速い、何でもかんでも速いどこいったば足袋穿いで足洗った」の歌詞を引用しパロディにしている[2]。
  2. 2006年のイギリス映画『スノーケーキを君に（英語版）』の作中で、シガニー・ウィーバー演じるヒロイン、リンダのお気に入りの曲として複数回登場している。
- アラジンのヒット曲『完全無欠のロックンローラー』（1981年、第22回ポプコングランプリ、第12回世界歌謡祭グランプリ、オリコンチャート最高7位）の歌詞の中に「秋田音頭です（アーソレソレ）」という部分がある[3]。
- 児童向けコンピレーション・アルバム『うたの科学館シリーズ～世界ののりものの歌〈じどうしゃ・オートバイ編〉』に収録されている『おそうじ自動車』という曲に、この曲調が用いられている[4]。
- ソウル・フラワー・ユニオンの重要なライヴ・レパートリー。マキシシングル『ルーシーの子どもたち』の2曲目に収録。
- NeoBalladの2013年発売のアルバム『02 〜黄金の里〜』の2曲目に収録。